# Список эпизодов телесериала «Менталист»
Список серий американского телесериала «Менталист», который транслировался на телеканале CBS с 23 сентября 2008 года по 18 февраля 2015 года.
Главный герой — Патрик Джейн (Саймон Бейкер), превосходный психолог-практик и манипулятор, когда-то притворявшийся «экстрасенсом» и «ясновидящим». Придерживаясь созданного им образа, сотрудничал со следствием в поимке серийного убийцы по имени Кровавый Джон. В выступлении на телевидении описал, как «ясновидящий», его психологический портрет: «Ущемлённый с детства, жалкий и одинокий». Возмущённый такой «ложью», как он сам выразился в своём послании, Кровавый Джон убил жену и дочь Патрика…
Теперь Джейн занимается тем, что помогает Калифорнийскому бюро расследований США (КБР) в раскрытии различных тяжких преступлений, преимущественно убийств. Он категорически отрицает, что магия существует, и доказывает, что всё это ловкость рук и наблюдательность. Оказывая всемерную помощь КБР, он продолжает жить также и надеждой поймать Кровавого Джона.

## Обзор сезонов
| Сезон | Сезон | Эпизоды | Время вещания (EST)                           | Оригинальная дата показа | Оригинальная дата показа | Рейтинг Нильсена | Рейтинг Нильсена    |
| Сезон | Сезон | Эпизоды | Время вещания (EST)                           | Премьера сезона          | Финал сезона             | Ранк             | Зрители в США (млн) |
| ----- | ----- | ------- | --------------------------------------------- | ------------------------ | ------------------------ | ---------------- | ------------------- |
|       | 1     | 23      | Вторник, 21:00                                | 23 сентября 2008         | 19 мая 2009              | 6                | 17,52               |
|       | 2     | 23      | Четверг, 22:00                                | 24 сентября 2009         | 20 мая 2010              | 10               | 15,37               |
|       | 3     | 24      | Четверг, 22:00                                | 23 сентября 2010         | 19 мая 2011              | 9                | 15,24               |
|       | 4     | 24      | Четверг, 22:00                                | 22 сентября 2011         | 17 мая 2012              | 12               | 14,57               |
|       | 5     | 22      | Воскресенье, 22:00                            | 30 сентября 2012         | 5 мая 2013               | 24               | 11,82               |
|       | 6     | 22      | Воскресенье, 22:00                            | 29 сентября 2013         | 18 мая 2014              | 26               | 11,27               |
|       | 7     | 13      | Воскресенье, 21:00 (2014) Среда, 20:00 (2015) | 30 ноября 2014           | 18 февраля 2015          | 25               | 11,81               |

## Список серий

### Сезон 1 (2008-09)
| № общий | № в сезоне | Название                                                      | Режиссёр            | Автор сценария      | Дата премьеры    | Произв. код | Зрители в США (млн) |
| --- | ---------- | ------------------------------------------------------------- | ------------------- | ------------------- | ---------------- | ----------- | ------------------- |
| 1 | 1          | «Pilot» «Пилот»                                               | Дэвид Наттер        | Бруно Хеллер        | 23 сентября 2008 | 276040      | 15,60               |
| В Палм-Спрингс убиты жена игрока в гольф и её врач. Вести дело начинает команда из Калифорнийского бюро расследований. Патрик Джейн, независимый консультант, использует свою уникальную наблюдательность, помогая найти убийцу старшему агенту Терезе Лисбон и её команде. Это дело вызывает особый интерес Джейна, учитывая, что на месте преступления осталась визитная карточка серийного убийцы Кровавого Джона, так как именно он убил жену и маленькую дочь Патрика несколько лет назад. |            |                                                               |                     |                     |                  |             |                     |
| 2 | 2          | «Red Hair and Silver Tape» «Рыжие волосы и серебристая лента» | Дэвид Наттер        | Бруно Хеллер        | 30 сентября 2008 | 3T7801      | 15,48               |
| В канаве обнаружен связанный труп молодой девушки. Прибыв на место преступления, Тереза выдвигает теорию о ссоре между возлюбленными, однако Джейн уверен, что действовал психопат, по какой-то причине не завершивший начатое, и что эта жертва может быть не последней. |            |                                                               |                     |                     |                  |             |                     |
| 3 | 3          | «Red Tide» «Кровавый прилив»                                  | Дэвид М. Барретт    | Эшли Гейбл          | 14 октября 2008  | 3T7803      | 14,94               |
| На побережье Санта Марты найдено тело 15-летней девочки, которую утопили. Опрашивая друзей девушки — команду сёрфингистов, Джейн понимает, что каждый из подростков что-то скрывает. Дело напоминает Терезе о случившейся много лет назад гибели её собственной матери. |            |                                                               |                     |                     |                  |             |                     |
| 4 | 4          | «Ladies in Red» «Женщины в красном»                           | Крис Лонг           | Гэри Гласберг       | 21 октября 2008  | 3T7802      | 15,28               |
| Банкир Джейсон Сэндс найден мёртвым в собственном доме. Истёкший кровью труп обнаружен в потайной комнате, скрытой за дверью с кодовым замком. Джейн приходит к выводу, что убитого пытали, желая выведать некую информацию, но вовсе не собирались убивать. И, занимаясь расследованием дела, он едва не заводит роман со вдовой подозреваемого. |            |                                                               |                     |                     |                  |             |                     |
| 5 | 5          | «Redwood» «Красное дерево»                                    | Джон Беринг         | Энди Башелл         | 28 октября 2008  | 3T7804      | 16,07               |
| В лесу обнаружен труп девушки с многочисленными ножевыми ранениями. Вскоре находят её пропавшую подругу — окровавленную, с ножом в руке и потерей памяти. Агенты КБР убеждены в её виновности, однако Джейн с помощью гипноза устанавливает, что не всё так однозначно. |            |                                                               |                     |                     |                  |             |                     |
| 6 | 6          | «Red Handed» «Пойманный с поличным»                           | Крис Лонг           | Эрика Грин Сваффорд | 11 ноября 2008   | 3T7807      | 16,57               |
| На границе Калифорнии с Невадой обнаружена рука, согласно экспертизе принадлежащая убитому владельцу казино. КБР подозревает мафиозные разборки, а Джейн срывает большие выигрыши в казино и делает подарки коллегам. |            |                                                               |                     |                     |                  |             |                     |
| 7 | 7          | «Seeing Red» «В гневе»                                        | Марта Митчелл       | Гэри Гласберг       | 18 ноября 2008   | 3T7808      | 15,84               |
| Неизвестный сбил на машине женщину насмерть. Джейн общается с её личным психотерапевтом и ясновидящей мисс Фрай и считает, что Фрай является шарлатанкой. Дальнейшее расследование приводит к шокирующим результатам. |            |                                                               |                     |                     |                  |             |                     |
| 8 | 8          | «The Thin Red Line» «Тонкая красная линия»                    | Мэтт Эрл Бисли      | Кен Вудрафф         | 25 ноября 2008   | 3T7806      | 15,93               |
| КБР прибывает на место убийства свидетеля по делу о торговле наркотиками и его любовницы. Полиция подозревает местного наркодилера, однако Джейн предполагает, что к убийству причастны полицейские. |            |                                                               |                     |                     |                  |             |                     |
| 9 | 9          | «Flame Red» «Красное пламя»                                   | Чарльз Бисон        | Эшли Гейбл          | 2 декабря 2008   | 3T7810      | 18,74               |
| Убит житель маленького городка. В ходе расследования всплывают интересные подробности из жизни жителей. Уэйн признаётся Грейс в любви, хотя это против правил. Джейн признаётся Терезе, что хочет убить Кровавого Джона. |            |                                                               |                     |                     |                  |             |                     |
| 10 | 10         | «Red Brick and Ivy» «Красный кирпич и плющ»                   | Пэрис Барклай       | Иоганн Махони       | 16 декабря 2008  | 3T7805      | 19,31               |
| Расследование убийства ведущего исследователя Университета Лейланда принимает для Джейна персональный характер, когда коллега учёного, занимающая первое место в списке подозреваемых, оказывается психиатром, лечившим Патрика после кровавого убийства его жены и дочери. |            |                                                               |                     |                     |                  |             |                     |
| 11 | 11         | «Red John's Friends» «Друзья Кровавого Джона»                 | Джон Полсон         | Бруно Хеллер        | 6 января 2009    | 3T7809      | 19,62               |
| Осуждённый за жестокое убийство молодой девушки сообщает Джейну, что обладает информацией о Кровавом Джоне и готов ею поделиться, если тот докажет его невиновность. Намереваясь выяснить правду, Джейн покидает КБР… |            |                                                               |                     |                     |                  |             |                     |
| 12 | 12         | «Red Rum» «Красный ром»                                       | Дин Уайт            | Энди Бушелл         | 13 января 2009   | 3T7811      | 18,07               |
| Расследуя гибель одного из лучших футболистов школьной команды, найденного в окружении свечей и пентаграммы, КБР допрашивает девушку, увлекающуюся оккультизмом. Юная «ведьма» утверждает, что наложила на парня заклятье после того, как тот погубил её кошку, однако клянётся, что не имеет никакого отношения к убийству. |            |                                                               |                     |                     |                  |             |                     |
| 13 | 13         | «Paint it Red» «Картина в красных тонах»                      | Дэвид М. Барретт    | Иоганн Махони       | 18 января 2009   | 3T7812      | 16,39               |
| Расследуя убийство зятя нефтяного магната (его труп был обнаружен в кабинете тестя; одновременно выяснилось, что из кабинета была похищена дорогостоящая картина), КБР приходит к выводу, что убитый участвовал в ограблении. Однако Джейн уверен в невиновности мужчины. |            |                                                               |                     |                     |                  |             |                     |
| 14 | 14         | «Crimson Casanova» «Кровавый Казанова»                        | Лесли Линка Глаттер | Кен Вудрафф         | 10 февраля 2009  | 3T7813      | 19,70               |
| КБР прибывает на место убийства жены миллионера, совершённого после её свидания с любовником — аферистом, использующим психологические манипуляции для соблазнения женщин. Подозрение падает на мужа погибшей, однако постепенно список подозреваемых растёт… |            |                                                               |                     |                     |                  |             |                     |
| 15 | 15         | «Scarlet Fever» «Алая лихорадка»                              | Пол Нолан           | Эрика Грин Сваффорд | 17 февраля 2009  | 3T7814      | 18,23               |
| Члены элитного загородного клуба потрясены убийством его хозяйки, отравленной на собственной вечеринке. Опрашивая гостей и прислугу, Джейн вскрывает многочисленные секреты благопристойного сообщества, включающие торговлю наркотиками. |            |                                                               |                     |                     |                  |             |                     |
| 16 | 16         | «Bloodshot» «Налитый кровью»                                  | Крис Лонг           | Гэри Гласберг       | 17 марта 2009    | 3T7815      | 15,49               |
| В результате взрыва Джейн теряет зрение и вынужден вести расследование очередного убийства, полагаясь на другие органы чувств. Тем временем выясняется, что именно Патрик является настоящей мишенью убийцы. |            |                                                               |                     |                     |                  |             |                     |
| 17 | 17         | «Carnelian, Inc.» «Корпорация Карнелиан»                      | Кевин Доулинг       | Бруно Хеллер        | 24 марта 2009    | 3T7816      | 17,62               |
| Получив анонимное письмо с указанием координат предстоящего убийства бизнесмена, губернатор направляет на место группу КБР. Однако трагедию предотвратить не удаётся. Совершив прыжок с парашютом, сотрудник крупного инвестиционного фонда разбивается прямо на глазах у Джейна. |            |                                                               |                     |                     |                  |             |                     |
| 18 | 18         | «Russet Potatoes» «Красный картофель»                         | Норберто Барба      | Эшли Гейбл          | 31 марта 2009    | 3T7817      | 16,96               |
| Под влиянием гипноза мужчина приносит в участок труп женщины, завёрнутый в одеяло, и утверждает, что это — мешок картошки. Поиски гипнотизёра приводят Джейна в центр нейролингвистического программирования, где работала жертва. |            |                                                               |                     |                     |                  |             |                     |
| 19 | 19         | «A Dozen Red Roses» «Дюжина алых роз»                         | Лесли Линка Глаттер | Энди Бушелл         | 7 апреля 2009    | 3T7818      | 16,92               |
| Расследование убийства бывшего сенатора приводит КБР в Голливуд на съёмочную площадку фильма, который финансировал погибший. Улики указывают на то, что в деле замешаны наркотики, однако Джейн уверен, что искать преступника нужно в актёрской среде. |            |                                                               |                     |                     |                  |             |                     |
| 20 | 20         | «Red Sauce» «Красный соус»                                    | Адам Кейн           | Иоганн Махони       | 28 апреля 2009   | 3T7819      | 17,11               |
| В реке обнаружен труп бывшего гангстера с огнестрельной раной головы. Несмотря на участие в программе по защите свидетелей, «исправившийся» мафиози продолжал приторговывать травкой и имел весьма сомнительные связи. Список подозреваемых стремительно растёт… |            |                                                               |                     |                     |                  |             |                     |
| 21 | 21         | «Miss Red» «Мисс Рэд»                                         | Марта Митчелл       | Кен Вудрафф         | 5 мая 2009       | 3T7820      | 16,68               |
| Основатель компании-разработчика программного обеспечения загадочным образом исчезает с собственной яхты. Прибыв для расследования, сотрудники КБР обнаруживают его труп, привязанный к якорю. Следы ведут к подружке убитого — психиатру Брук Харпер, оказавшейся мошенницей. |            |                                                               |                     |                     |                  |             |                     |
| 22 | 22         | «Blood Brothers» «Кровные братья»                             | Джон Полсон         | Эрика Грин Сваффорд | 12 мая 2009      | 3T7822      | 16,21               |
| В летнем лагере для трудных подростков убит ученик. Используя свои навыки, Джейн выясняет, что юноша был похоронен заживо и состоял в тайном сообществе, основанном на местной легенде о безжалостном маньяке-убийце. |            |                                                               |                     |                     |                  |             |                     |
| 23 | 23         | «Red John's Footsteps» «По следам Кровавого Джона»            | Крис Лонг           | Бруно Хеллер        | 19 мая 2009      | 3T7821      | 16,82               |
| Расследование убийства девушки и похищения её сестры-близнеца снова напоминает сотрудникам КБР о Кровавом Джоне… |            |                                                               |                     |                     |                  |             |                     |

### Сезон 2 (2009-10)
| № общий | № в сезоне | Название                                                   | Режиссёр            | Автор сценария                        | Дата премьеры    | Произв. код | Зрители в США (млн) |
| --- | ---------- | ---------------------------------------------------------- | ------------------- | ------------------------------------- | ---------------- | ----------- | ------------------- |
| 24 | 1          | «Redemption» «Искупление»                                  | Крис Лонг           | Бруно Хеллер                          | 24 сентября 2009 | 3X5351      | 15,07               |
| Лисбон и Джейн шокированы, когда дело Кровавого Джона передают новому детективу Сэму Боско. Тем временем, они расследуют убийство женщины-секретаря крупной компании, со смертью которой, как кажется, связано исчезновение миллиона долларов. |            |                                                            |                     |                                       |                  |             |                     |
| 25 | 2          | «The Scarlet Letter» «Алая буква»                          | Чарльз Бисон        | Том Центгиоргий                       | 1 октября 2009   | 3X5352      | 15,75               |
| Под мостом в Сакраменто найден труп помощницы сенатора, Кристин Марли. Вопреки мнению местной полиции, Лисбон уверена, что это не самоубийство. Взявшись за расследование, Джейн выясняет, что у девушки был роман с мужем её начальницы. |            |                                                            |                     |                                       |                  |             |                     |
| 26 | 3          | «Red Badge» «Красный значок»                               | Эрик Ланёвилль      | Эшли Гейбл                            | 8 октября 2009   | 3X5353      | 14,70               |
| Полиция расследует убийство Уильяма МакТира — педофила, которого Лисбон уже сажала за решётку, работая с Боско. Когда на орудии убийства обнаруживают отпечатки её пальцев, Лисбон отстраняют от дела. Пытаясь вспомнить, что произошло в вечер убийства, Тереза обращается за помощью к Джейну.                                                                                   |            |                                                            |                     |                                       |                  |             |                     |
| 27 | 4          | «Red Menace» «Красная угроза»                              | Норберто Барба      | Леонард Дик                           | 15 октября 2009  | 3X5354      | 15,08               |
| Команда Лисбон расследует убийство Гордона Ходжа — адвоката одной из опаснейших банд байкеров в Калифорнии. Незадолго до смерти Ходж вытащил из тюрьмы их главаря, обвиняемого в убийстве автомеханика. Подозрения падают на сестру погибшего механика, однако выясняется, что у членов семьи Ходжа были свои мотивы для сведе́ния счётов с родственником.                          |            |                                                            |                     |                                       |                  |             |                     |
| 28 | 5          | «Red Scare» «Красный ужас»                                 | Лесли Линка Глаттер | Кен Вудрафф                           | 29 октября 2009  | 3X5355      | 15,53               |
| Архитектор Алан Фостер найден мёртвым на крыльце недавно купленного им старинного особняка. Местные жители рассказывают об обитающем здесь призраке прежнего владельца, по преданию, также как и Фостер, выпавшего из окна верхней комнаты. Тем временем Джейн выясняет, что дом был продан его наследниками, нуждавшимися в деньгах, и теперь они отчаянно стремятся его вернуть. |            |                                                            |                     |                                       |                  |             |                     |
| 29 | 6          | «Black Gold and Red Blood» «Чёрное золото и красная кровь» | Род Харди           | Бруно Хеллер                          | 5 ноября 2009    | 3X5356      | 16,21               |
| На лугу в центральной Калифорнии найдено тело мужчины. В ходе расследования выясняется, что участок содержит залежи нефти и является предметом вражды двух соседствующих семей. Тем временем Боско обнаруживает жучок, установленный Джейном, и Патрик оказывается в тюрьме. |            |                                                            |                     |                                       |                  |             |                     |
| 30 | 7          | «Red Bulls» «Красные быки»                                 | Дэвид М. Барретт    | Том Центгиоргий                       | 12 ноября 2009   | 3X5358      | 16,17               |
| Расследование похищения богатой наследницы приводит команду Боско в заброшенный дом, где они сталкиваются с людьми Лисбон. Вторые находятся здесь совершенно по другому поводу: в доме был найден труп похищенного три года назад Колина Хаймера. Руководство поручает двум командам вести дело сообща.                                                                            |            |                                                            |                     |                                       |                  |             |                     |
| 31 | 8          | «His Red Right Hand» «Его кровавая правая рука»            | Крис Лонг           | Эшли Гейбл                            | 19 ноября 2009   | 3X5359      | 15,85               |
| На кладбище обнаружен замороженный труп. Пока большинство агентов занято расследованием, в офисе неизвестный расстреливает команду Боско. Сэму удаётся выжить, однако он находится в коме. Джейн выясняет, что тело, найденное на кладбище, принадлежит Тоулену Монингу — личному врачу семьи, погибшей от руки Кровавого Джона.                                                   |            |                                                            |                     |                                       |                  |             |                     |
| 32 | 9          | «A Price Above Rubies» «Цена дороже рубинов»               | Чарльз Бисон        | Иоганн Махони                         | 10 декабря 2009  | 3X5360      | 16,37               |
| Во время благотворительного вечера, посвящённого Бюро, одна из центральных персон — владелица ювелирной компании Эстер Довертон узнаёт, что в её доме совершено ограбление, а муж, заставший грабителей, тяжело ранен. Внимание Джейна привлекают племянники Эстер, в то время как улики ведут следствие к известному взломщику сейфов.                                            |            |                                                            |                     |                                       |                  |             |                     |
| 33 | 10         | «Throwing Fire» «Метание огня»                             | Марта Митчелл       | Джон Манкивич                         | 17 декабря 2009  | 3X5357      | 15,77               |
| Основатель престижной бейсбольной академии и бывший профессиональный бейсболист найден мёртвым в собственном саду. В ходе расследования Джейн получает удар бейсбольным мячом по голове и теряет сознание. В забытьи он видит сцены из своего детства, которое он провёл с отцом в бродячем цирке.                                                                                 |            |                                                            |                     |                                       |                  |             |                     |
| 34 | 11         | «Rose-Colored Glasses» «Розовые очки»                      | Дэн Ленер           | Леонард Дик                           | 14 января 2010   | 3X5361      | 15,38               |
| Команда Лисбон расследует двойное убийство: направляясь на встречу выпускников, супруги Селби и Джена Викерс застрелены в своём автомобиле. Приехав на бал, Лисбон и Джейн выясняют, что Селби здесь никто не ждал — его выгнали из старшей школы за издевательства над одноклассником.                                                                                            |            |                                                            |                     |                                       |                  |             |                     |
| 35 | 12         | «Bleeding Heart» «Сопереживающий»                          | Норберто Барба      | Эрика Грин Сваффорд                   | 21 января 2010   | 3X5362      | 14,56               |
| Ригсби и Ван Пелт объявляют коллегам о своих отношениях. Команда Лисбон берётся за расследование убийства помощницы мэра, труп которой обнаружен при открытии проекта застройки. Подозрение падает на лидера группы активистов, недовольных строительством на выбранном участке, однако Джейн считает его невиновным.                                                              |            |                                                            |                     |                                       |                  |             |                     |
| 36 | 13         | «Redline» «Красная линия»                                  | Билл Д'Элия         | Джордан Харпер                        | 4 февраля 2010   | 3X5363      | 14,68               |
| В багажнике роскошного автомобиля найдено тело сотрудницы элитного автосалона. Джейн обнаруживает жёсткую конкуренцию среди работников салона и начинает искать убийцу в кругу коллег погибшей. Лисбон предупреждает Ригсби и Ван Пелт, что будет вынуждена доложить об их отношениях, а это значит, что одному из них придётся перевестись в другой участок.                      |            |                                                            |                     |                                       |                  |             |                     |
| 37 | 14         | «Blood In, Blood Out» «Кровные узы»                        | Джон Полсон         | Кен Вудрафф                           | 11 февраля 2010  | 3X5364      | 15,86               |
| Команда Лисбон прибывает на место убийства члена преступной группировки, в которой раньше состоял агент Чо. В прошлом погибший был для Чо как брат, однако, покинув банду, Чо разорвал с ним все отношения. Джейн настаивает на том, чтобы помочь Чо в расследовании. |            |                                                            |                     |                                       |                  |             |                     |
| 38 | 15         | «Red Herring» «Отвлекающий манёвр»                         | Эрик Лановилль      | Дэвид Эпплбом                         | 4 марта 2010     | 3X5365      | 14,87               |
| В разгар конкурса на звание лучшего шеф-повара отравлен один из участников. Круг подозреваемых включает соперников погибшего, его вдову и амбициозного помощника. Лисбон и Джейн берутся за расследование. |            |                                                            |                     |                                       |                  |             |                     |
| 39 | 16         | «Code Red» «Красный код»                                   | Джон Ф. Шоуолтер    | Бруно Хеллер                          | 11 марта 2010    | 3X5366      | 16,02               |
| Доктору Алисии Себерг, правительственному учёному-исследователю, подвергшейся воздействию смертельного вируса во время работы, осталось жить несколько часов. Она вызывает Джейна с командой, чтобы они нашли её убийцу. |            |                                                            |                     |                                       |                  |             |                     |
| 40 | 17         | «The Red Box» «Красная коробка»                            | Крис Лонг           | Джон Манкивич                         | 1 апреля 2010    | 3X5367      | 14,11               |
| Убийство репетитора приводит к поискам бесценного кольца, украденного из Британского Музея. Лисбон переживает по поводу прихода нового босса департамента Мадлен Хайтауэр и о том, что та уже каким-то мистическим образом узнала об отношениях Ригсби и Ван Пелт. |            |                                                            |                     |                                       |                  |             |                     |
| 41 | 18         | «Aingavite Baa» «Источник всех бед»                        | Стефан Гилленхаал   | Том Центгиоргий и Эрика Грин сваффорд | 8 апреля 2010    | 3X5368      | 16,32               |
| Команда КБР расследует загадочное убийство троих несвязанных друг с другом людей с помощью потерявшей память четвёртой жертвы. Поиски заводят их в заповедник на территории индейской резервации. Хайтауэр ставит ультиматум Ригсби и Ван Пелт. |            |                                                            |                     |                                       |                  |             |                     |
| 42 | 19         | «Blood Money» «Кровавые деньги»                            | Адам Кейн           | Эшли Гейбл и Джордан Харпер           | 22 апреля 2010   | 3X5369      | 14,96               |
| Помощница прокурора была найдена мёртвой в своём доме с огнестрельным ранением груди. КБР, расследуя это дело, выяснило, что в убийстве помощницы замешан кандидат на пост прокурора штата. |            |                                                            |                     |                                       |                  |             |                     |
| 43 | 20         | «Red All Over» «Красное повсюду»                           | Роксанн Доусон      | Кэролин Ингбер                        | 29 апреля 2010   | 3X5370      | 14,84               |
| На вечеринке, посвящённой назначению Ксандера директором крупной медиакомпании, было совершено его убийство. |            |                                                            |                     |                                       |                  |             |                     |
| 44 | 21         | «18-5-4» «18-5-4»                                          | Чарльз Бисон        | Леонард Дик и Кен Вудрафф             | 6 мая 2010       | 3X5371      | 14,85               |
| Идёт расследование, в котором фигурирует клоун. Убит учёный, который сделал взломщик всех кодов. И, как всегда, — забавное поведение Джейна и куча головной боли Лисбон. |            |                                                            |                     |                                       |                  |             |                     |
| 45 | 22         | «Red Letter» «Красное письмо»                              | Джон Ф. Шоуолтер    | Иоганн Махони                         | 13 мая 2010      | 3X5372      | 14,84               |
| Убит мистер Браво — меценат фонда «Покров Света против торговли людьми». И, как уже бывало, встреча Джейна с экстрасенсом мисс Фрай. |            |                                                            |                     |                                       |                  |             |                     |
| 46 | 23         | «Red Sky in the Morning» «Кровавый рассвет»                | Крис Лонг           | Бруно Хеллер                          | 20 мая 2010      | 3X5373      | 15,22               |
| Совершено убийство девушки в стиле Кровавого Джона. Но Джейн сомневается, что это его рук дело. Кристина Фрай повторяет ошибку Джейна и даёт на телевидении интервью по поводу Кровавого Джона, чем навлекает на себя большие неприятности. И, наконец-то, долгожданная встреча Кровавого Джона и Джейна.                                                                          |            |                                                            |                     |                                       |                  |             |                     |

### Сезон 3 (2010-11)
| № общий | № в сезоне | Название                                                          | Режиссёр          | Автор сценария        | Дата премьеры    | Произв. код | Зрители в США (млн) |
| --- | ---------- | ----------------------------------------------------------------- | ----------------- | --------------------- | ---------------- | ----------- | ------------------- |
| 47 | 1          | «Red Sky at Night» «Красное небо ночью»                           | Крис Лонг         | Бруно Хеллер          | 23 сентября 2010 | 3X6401      | 15,50               |
| Калифорнийское бюро расследований занимается делом о похищении видного адвоката и лоббиста здания парламента. Директор КБР хочет поручить это дело Джейну, но Патрик пока не уверен относительно своего будущего в команде после встречи с Кровавым Джоном. |            |                                                                   |                   |                       |                  |             |                     |
| 48 | 2          | «Cackle-Bladder Blood» «Фальшивая кровь»                          | Джон Полсон       | Эшли Гейбл            | 30 сентября 2010 | 3X6402      | 14,65               |
| Шурин Джейна возвращается в город и спутывает все карты в расследовании убийства. Патрик Джейн вынужден прийти на помощь, несмотря на личную занятость. |            |                                                                   |                   |                       |                  |             |                     |
| 49 | 3          | «The Blood on His Hands» «Кровь на его руках»                     | Дэвид М. Барретт  | Том Центгиоргий       | 7 октября 2010   | 3X6403      | 14,39               |
| Судьба ещё раз сводит Патрика Джейна с Бреттом Стайлсом. Убита девушка, состоявшая в «церкви», которую возглавляет Стайлс. КБР начинает поиски убийцы среди членов братства, но выясняется, что не только они интересуются Стайлсом и его компанией. ФБР давно и упорно ищет улики против «церкви». Стайлс передаёт информацию Джейну о Кровавом Джоне и об исчезнувшей Кристине Фрай. |            |                                                                   |                   |                       |                  |             |                     |
| 50 | 4          | «Red Carpet Treatment» «По высшему разряду»                       | Чарльз Бисон      | Дэниэл Сероне         | 14 октября 2010  | 3X6404      | 15,13               |
| Патрик Джейн и команда Калифорнийского бюро расследований были призваны, чтобы расследовать дело об убийстве. Жертва — преступник, который отбыл 9 лет заключения за изнасилование и убийство и недавно был освобождён на основании отрицательного теста ДНК. |            |                                                                   |                   |                       |                  |             |                     |
| 51 | 5          | «The Red Ponies» «Красные пони»                                   | Джон Ф. Шоуолтер  | Иоганн Махони         | 21 октября 2010  | 3X6405      | 14,42               |
| Патрик Джейн и команда Калифорнийского бюро расследований отправляются на ипподром, где было найдено тело мёртвого жокея. Под подозрение попадает большое количество людей. |            |                                                                   |                   |                       |                  |             |                     |
| 52 | 6          | «Pink Chanel Suit» «В розовом костюме от Шанель»                  | Эрик Ланёвилль    | Кен Вудрафф           | 28 октября 2010  | 3X6406      | 14,76               |
| Дело об убийстве и загадочном исчезновении одного из членов очень богатой и благополучной семьи сильно озадачивает команду Калифорнийского бюро расследований и консультанта Патрика Джейна. |            |                                                                   |                   |                       |                  |             |                     |
| 53 | 7          | «Red Hot» «Накалённый докрасна»                                   | Крис Лонг         | Эшли Гейбл            | 4 ноября 2010    | 3X6407      | 14,42               |
| Патрику Джейну и команде Калифорнийского бюро расследований чудом удаётся не сгореть в огне, когда в момент расследования убийства взрывается здание. Тем временем искра пламени разгорается между Лисбон и миллиардером Уолтером Мэшборном, когда они встречаются снова в ходе расследования. |            |                                                                   |                   |                       |                  |             |                     |
| 54 | 8          | «Ball of Fire» «Шар из огня»                                      | Стефан Гилленхаал | Том Центгиоргий       | 11 ноября 2010   | 3X6408      | 13,84               |
| Патрик Джейн похищен, и чтобы найти его, Лисбон вместе с командой начинают изучать дела, которые были раскрыты Джейном за последние несколько лет. Вскоре расследование приводит их к вору и убийце, который был посажен Джейном в тюрьму 3 года назад. Сам убийца умер в заключении от инфекции, но его дочь не забыла, кто виноват в том, что у неё забрали отца и жаждет отмщения. Лисбон очень переживает за Джейна и просит ФБР присоединится к поискам. О'Лафлину и Ригсби приходится работать бок о бок. |            |                                                                   |                   |                       |                  |             |                     |
| 55 | 9          | «Red Moon» «Красная луна»                                         | Саймон Бейкер     | Бруно Хеллер          | 18 ноября 2010   | 3X6409      | 14,74               |
| В небольшом городе посреди фруктового сада обнаружены три трупа. Приехав на место, команда КБР убеждается в личной заинтересованности местных властей в ходе расследования, так как жертвы были друзьями и родственниками полицейских. Лисбон хочет отказаться от дела, но Джейн чувствует необходимость взяться за него. Одна из жертв — невеста племянника шерифа. Сам племянник убит горем и одержим идеей мести. Ко всем проблемам КБР добавляется ещё и местный экстрасенс, который настаивает на своей помощи полиции. В совершении убийства замешаны два полицейских и, в конечном счёте, старый знакомый Патрика — Кровавый Джон.                                 |            |                                                                   |                   |                       |                  |             |                     |
| 56 | 10         | «Jolly Red Elf» «Красный рождественский эльф»                     | Джон Ф. Шоуолтер  | Дэниэл Сероне         | 9 декабря 2010   | 3X6410      | 13,41               |
| В канун новогоднего праздника убит один из Санта-Клаусов. Расследование приводит команду в центр реабилитации алкоголиков. Параллельно ведётся расследование по поджогу подозреваемого в КПЗ КБР из прошлой серии. У Патрика впервые появляется преимущество над Кровавым Джоном. |            |                                                                   |                   |                       |                  |             |                     |
| 57 | 11         | «Bloodsport» «Кровавый спорт»                                     | Роксанн Доусон    | Иоганн Махони         | 6 января 2011    | 3X6411      | 14,88               |
| Команда КБР погружается в мир профессионального спорта, когда во время одного из боёв была убита журналистка Шарлотта Митчелл. Армянское имя Наргиз и отслеживание перемещения одного пистолета помогают раскрыть дело. |            |                                                                   |                   |                       |                  |             |                     |
| 58 | 12         | «Bloodhounds» «По кровавому следу»                                | Чарльз Бисон      | Эрика Грин Сваффорд   | 20 января 2011   | 3X6412      | 14,82               |
| На автомобильной свалке обнаружены тела двух женщин, убитых в разное время. В качестве консультанта команде Лисбон назначена доктор Монтегю, так как есть подозрения, что преступление — дело рук серийного убийцы Троглодита. |            |                                                                   |                   |                       |                  |             |                     |
| 59 | 13         | «Red Alert» «Красная тревога»                                     | Гай Ферланд       | Джордан Харпер        | 3 февраля 2011   | 3X6413      | 15,18               |
| В маленьком городке убита видео-журналистка Эмбер Сазерленд. Основной подозреваемый — Рик Кроссвайт, чья жена была застрелена 5 лет назад, в убийстве которой он также подозревается, несмотря на оправдание суда. Патрик Джейн вместе с другими посетителями и работниками мэрии оказывается в заложниках. |            |                                                                   |                   |                       |                  |             |                     |
| 60 | 14         | «Blood for Blood» «Кровь за кровь»                                | Марта Митчелл     | Дэвид Эпплбом         | 10 февраля 2011  | 3X6414      | 14,86               |
| Ван Пелт охраняет Джастина ДеДжорджа, находящегося под программой защиты свидетелей. Во время планового обхода на Ван Пелт нападают, а в доме слышатся выстрелы. Свидетель убит, а его 13-летняя дочь пропала. Ларош предлагает Ван Пелт шпионить за коллегами. |            |                                                                   |                   |                       |                  |             |                     |
| 61 | 15         | «Red Gold» «Кровавое золото»                                      | Том Верика        | Синди M. Гроссенбачер | 17 февраля 2011  | 3X6415      | 15,01               |
| У ручья, где работают золотоискатели, найден мёртвым один из них — Рик Лумис. Лисбон из-за травмы работает в офисе, а вместе с Джейном дело расследует Хайтауэр. |            |                                                                   |                   |                       |                  |             |                     |
| 62 | 16         | «Red Queen» «Червонная дама»                                      | Крис Лонг         | Дэниэл Сероне         | 24 февраля 2011  | 3X6416      | 14,79               |
| Расследование убийства продавца антиквариата в музее. Параллельно ведётся расследование поджога Тода Джонсона в офисе КБР. Джейн выясняет, что улики укажут на Хайтауэр. |            |                                                                   |                   |                       |                  |             |                     |
| 63 | 17         | «Bloodstream» «Кровоток»                                          | Бобби Рот         | Эрика Грин Сваффорд   | 10 марта 2011    | 3X6417      | 14,28               |
| На поле для гольфа найден мёртвым доктор Майка Ньютон, работавший в клинике трансплантологии. ЛаРош назначен начальником отдела вместо сбежавшей Хайтауэр. За дерзость Лисбон оказывается разжалована в статус обычного агента, группу возглавляет Чо. Джейн вникает в жизнь больницы, общаясь с медсёстрами и врачами. Также объектом его пристального внимания становится пациент «Сибирь». |            |                                                                   |                   |                       |                  |             |                     |
| 64 | 18         | «The Red Mile» «Красная миля»                                     | Дарнелл Мартин    | Том Центгиоргий       | 31 марта 2011    | 3X6418      | 14,27               |
| Тело менеджера хедж-фонда, найденное в 150 милях от его дома, похищают, когда патологоанатом Штайнер везёт его на вскрытие. По ходу расследования выясняется, что убитый считал себя похищенным инопланетянами. Джейн привлекает Штайнера к непосредственному участию в расследовании. |            |                                                                   |                   |                       |                  |             |                     |
| 65 | 19         | «Every Rose Has Its Thorn» «У каждой розы есть шипы»              | Чарльз Бисон      | Кен Вудрафф           | 7 апреля 2011    | 3X6419      | 15,17               |
| Владелец эксклюзивного сайта знакомств убит, и Джейн уверен, что жена жертвы, Эрика, является убийцей. Эрика — хороший манипулятор, считает себя умнее прочих и утверждает, что всегда выигрывает. Всё это, разумеется, лично задевает Джейна, и он обещает ей, что поймает её. Однако на момент убийства у неё железное алиби. Ригсби пытается завязать отношения с одной из клиенток сайта знакомств. |            |                                                                   |                   |                       |                  |             |                     |
| 66 | 20         | «Redacted» «Отредактированный»                                    | Дэвид М. Барретт  | Иоганн Махони         | 28 апреля 2011   | 3X6420      | 13,53               |
| Убит Тед Фишер — владелец мастерской. На первый взгляд он простой парень с подружкой, помешанной на Гринписе. Но всё оказывается не так просто, когда выясняется, что в деле замешан Госдепартамент, частная элитная охранная служба и 2 миллиона долларов, переправленных прямиком из Ирака. Параллельно расследованию в дом шефа Лисбон ЛаРоша проникает грабитель. Ограбление не удаётся, преступника задерживают, но эта благая весть оказывается очень печальной для Патрика, так как организатором ограбления выступил именно он. И теперь у него есть только два дня, чтобы вытащить незадачливого преступника из тюрьмы, прежде чем тот расскажет, кто его нанял. |            |                                                                   |                   |                       |                  |             |                     |
| 67 | 21         | «Like a Redheaded Stepchild» «Как рыжий приёмный ребёнок»         | Эрик Лановилль    | Джордан Харпер        | 5 мая 2011       | 3X6421      | 14,00               |
| Убит надзиратель тюрьмы, который в свободное от работы время учился на детектива. В числе подозреваемых оказываются и заключённые, сидящие в тюрьме, где работал надзиратель, и освободившиеся преступники, живущие в районе неподалёку от места преступления. Ригсби, к своему ужасу, обнаруживает среди списка этих освободившихся собственного отца. Патрик пытается разговорить заключённых, попутно завершая дело, которое так и не успел закончить несостоявшийся детектив. |            |                                                                   |                   |                       |                  |             |                     |
| 68 | 22         | «Rhapsody in Red» «Рапсодия в красном»                            | Дэвид М. Барретт  | Дэвид Эпплбом         | 12 мая 2011      | 3X6422      | 14,07               |
| На автобусной остановке убита Элеонора Артэго — первая скрипка в оркестре. Лисбон подозревает её бывшего парня, члена одной из преступных группировок. Патрик рассматривает версию, согласно которой убийца — кто-то из оркестра, где играла Элеонора. Чо помогает мальчику оправдать его отца, ошибочно обвинённого в краже. |            |                                                                   |                   |                       |                  |             |                     |
| 69 | 23         | «Strawberries and Cream (Part 1)» «Клубника со сливками. Часть 1» | Крис Лонг         | Эшли Гейбл            | 19 мая 2011      | 3X6423      | 14,11               |
| Алан Динклер, работающий в ссудной кассе «Деньги в движении», совершает нападение на своего шефа, угрожая ему при этом бомбой. Забрав с собой 50 000 долларов, он подъезжает к автозаправке, где взрывается. Патрик догадывается, что парня подставили, и деньги не были главной целью. Команда КБР пытается выследить человека, который, надев на Алана жилет с бомбой, вынудил его пойти на это преступление. Проверяя места возможного пребывания этого человека, Лисбон попадает в ловушку. Нашедший её Джейн с ужасом обнаруживает на ней такой же жилет с бомбой.                                                                                                   |            |                                                                   |                   |                       |                  |             |                     |
| 70 | 24         | «Strawberries and Cream (Part 2)» «Клубника со сливками. Часть 2» | Крис Лонг         | Бруно Хеллер          | 19 мая 2011      | 3X6424      | 14,11               |
| Патрик Джейн вместе с Терезой Лисбон рассказывают своей команде о Хайтауэр и плане поимки сообщника Кровавого Джона. Их коллеги дают согласие на участие в этой противозаконной ситуации. Джейн пытается вычислить сообщника Кровавого Джона в КБР. Под подозрением оказываются 5 человек. Патрик встречается с Кровавым Джоном лицом к лицу. |            |                                                                   |                   |                       |                  |             |                     |

### Сезон 4 (2011-12)
| № общий | № в сезоне | Название                                                                           | Режиссёр         | Автор сценария      | Дата премьеры    | Произв. код | Зрители в США (млн) |
| --- | ---------- | ---------------------------------------------------------------------------------- | ---------------- | ------------------- | ---------------- | ----------- | ------------------- |
| 71 | 1          | «Scarlet Ribbons» «Алые ленты»                                                     | Чарльз Бисон     | Бруно Хеллер        | 22 сентября 2011 | 3X6801      | 13,56               |
| Лисбон в больнице. Вся команда отстранена. Патрик в тюрьме. Он убил человека на глазах 500 человек и не возражает понести за это наказание, ведь он наконец-то совершил месть, которой так давно желал: убил Кровавого Джона. Но вот в чём проблема: рядом с трупом не был обнаружен пистолет, на который ссылался Джейн, и в телефоне не было звонка от агента О'Лафлина, который звонил Кровавому Джону незадолго до смерти. Патрику назначен залог в миллион долларов и, чтобы помочь найти доказательства виновности убитого, он выигрывает миллион в карты у преступников и временно выходит на свободу. Убитый Джейном Тимоти Картон — добропорядочный семьянин и идеальный в глазах окружающих и жены человек, поэтому доказать его преступление очень сложно, однако Патрик благодаря своим талантам узнаёт, что Тимоти и его жена похитили несколько месяцев назад семнадцатилетнюю девушку и насильно держат её в подвале. На суде Патрик отказывается от адвоката и в свою защиту произносит речь о Кровавом Джоне и о том, что эта месть была обязательной в память о его семье. После этого суд присяжных выносит полностью оправдательный вердикт и Патрик освобождается окончательно. В конце серии Лисбон спрашивает у Патрика, что он чувствует, совершив столь долгожданную месть и будет ли дальше работать в КБР. Но Джейн неожиданно признаётся, что соврал на суде, и убитый им Тимоти Картон, хоть и был плохим человеком, не Кровавый Джон. |            |                                                                                    |                  |                     |                  |             |                     |
| 72 | 2          | «Little Red Book» «Маленькая красная книжка»                                       | Эрик Ланёвилль   | Том Центгиоргий     | 29 сентября 2011 | 3X6802      | 12,92               |
| Патрика восстановили на работу в КБР, но у остальной команды большие проблемы. Лисбон на грани увольнения, Ригсби работает в охране на входе, Ван Пелт посещает психолога, а Чо вербуют в шпионы за Джейном. Патрика прикрепляют к новой команде и отправляют раскрывать дело. Убит обаятельный тренер спортзала. В кругу подозреваемых оказывается много женщин, с которыми у тренера были отношения. Джейн использует дело, чтобы вернуть свою команду. Параллельно он всё больше убеждается, что Кровавый Джон до сих пор жив. Чтобы подтвердить свою теорию, он приглашает старую знакомую… |            |                                                                                    |                  |                     |                  |             |                     |
| 73 | 3          | «Pretty Red Balloon» «Красивый красный шар»                                        | Джон Ф. Шоуолтер | Эшли Гейбл          | 6 октября 2011   | 3X6803      | 13,15               |
| У одной из бывших клиенток Патрика, которая твёрдо убеждена в его экстрасенсорных способностях, похищают сына. Дело осложняется, когда выясняется, что в этом может быть замешан похититель детей по кличке Человек-Шарик, а также тем, что в расследование вмешивается экстрасенс-мошенник. |            |                                                                                    |                  |                     |                  |             |                     |
| 74 | 4          | «Ring Around the Rosie» «Кольцо вокруг Рози»                                       | Крис Лонг        | Дэниэл Сероне       | 13 октября 2011  | 3X6804      | 12,39               |
| Во время парада команда КБР обеспечивает безопасность мэру, шествующему в первом ряду. Случившееся в переулке убийство фотографа отвлекает внимание полиции от мэра, но проходящий сквозь толпу Джейн замечает подозрительного мужчину и сообщает об этом Лисбон. У мужчины при себе оказывается заряженный пистолет, и его задерживают до выяснения обстоятельств. Сначала команда КБР подозревает, что убийство и несостоявшееся покушение связаны между собой, но вскоре они приходят к выводу, что перед ними два разных дела. Телефон убитого фотографа приводит Лисбон к возможному убийце, которым оказывается бомж, бывший саксофонист, которого Тереза очень любила слушать в колледже. Также у команды КБР появляется новый босс — молодой и энергичный Лютер Уайнрайт. |            |                                                                                    |                  |                     |                  |             |                     |
| 75 | 5          | «Blood and Sand» «Кровь и песок»                                                   | Джон Полсон      | Иоганн Махони       | 20 октября 2011  | 3X6805      | 12,54               |
| На острове, большую часть которого занимает ферма по разведению коров и лошадей, находят труп обнажённой молодой девушки, которую изнасиловали, убили, а затем выкинули в воду, чтобы казалось, что тело приплыло со стороны материка. Патрик пытается разобраться в отношениях, царящих в тесном сообществе «островитян», и попутно раскрывает дело двадцатилетней давности, Грейс пытается справиться с приступами ярости, а Ригсби представляет команде КБР свою новую девушку. |            |                                                                                    |                  |                     |                  |             |                     |
| 76 | 6          | «Where in the World is Carmine O'Brien?» «Куда подевался Кармин О’Брайан?»         | Бобби Рот        | Дэвид Эпплбом       | 27 октября 2011  | 3X6806      | 12,42               |
| В убийстве местного шерифа подозревают сначала падкого до женщин русского с сомнительной репутацией, затем местного наркомана и, наконец, пожилого должника О’Брайана, скрывающегося от выплаты долга. Однако, на этот раз кое-кто ещё охотится за главным подозреваемым. Им оказывается младший брат Лисбон, примеряющий на себя профессию охотника за головами. |            |                                                                                    |                  |                     |                  |             |                     |
| 77 | 7          | «Blinking Red Light» «Мигающий красный свет»                                       | Саймон Бейкер    | Кен Вудрафф         | 3 ноября 2011    | 3X6807      | 13,66               |
| В парке обнаружено тело молодой девушки. Её руки и ноги связаны, а горло аккуратно перерезано. Вскоре выясняется, что это убийство вовсе не единичный случай, и КБР придётся иметь дело с очередным маньяком. Его называют маньяком из Сан-Хоакино. Он похищает девушек от 16 до 20 лет, связывает их проволокой и убивает. Полицейское управление Фресно, которое раньше вело дело, подозревает 8 человек. Джейн взывает к интуиции Лисбон и просит её выбрать 1 подозреваемого из числа этих 8. Лисбон действительно обращает внимание на довольно странного субъекта. К тому же выясняется, что за этим делом пристально следит один журналист и блогер, который даже создал сайт, посвящённый маньяку и собирает всю возможную информацию о нём. Он восхищается им и называет маньяка непревзойдённым гением. Гением куда большего масштаба, чем Кровавый Джон… Вот только стоит ли… |            |                                                                                    |                  |                     |                  |             |                     |
| 78 | 8          | «Pink Tops» «Розовые платья»                                                       | Том Верика       | Эрика Грин Сваффорд | 17 ноября 2011   | 3X6808      | 12,21               |
| У ночного клуба убита коп под прикрытием из подразделения по борьбе с наркотиками. У Чо намечаются отношения с девушкой по вызову Саммер. |            |                                                                                    |                  |                     |                  |             |                     |
| 79 | 9          | «The Redshirt» «Красная майка»                                                     | Эрик Лановилль   | Джордан Харпер      | 8 декабря 2011   | 3X6809      | 13,04               |
| У своего спортивного бара в собственной машине взорвался защитник-звезда американского футбола. Видео попало на YouTube. Однако всё не так просто. Кэрриган и Ригсби развивают свои отношения. |            |                                                                                    |                  |                     |                  |             |                     |
| 80 | 10         | «Fugue in Red» «Фуга в красном»                                                    | Рэндалл Зиск     | Дэниэл Сероне       | 15 декабря 2011  | 3X6810      | 13,16               |
| Джейн почти утонул во время расследования убийства пожарного. В результате он теряет память и снова превращается в мошенника. |            |                                                                                    |                  |                     |                  |             |                     |
| 81 | 11         | «Always Bet on Red» «Всегда ставь на красное»                                      | Джон Ф. Шоуолтер | Эшли Гейбл          | 12 января 2012   | 3X6811      | 13,65               |
| Команда расследует дело об убийстве высококлассного адвоката по разводам на собственной яхте. Агент Дарси расспрашивает Джейна о Кровавом Джоне. |            |                                                                                    |                  |                     |                  |             |                     |
| 82 | 12         | «My Bloody Valentine» «Мой кровавый Валентин»                                      | Элоди Кин        | Том Центгиоргий     | 19 января 2012   | 3X6812      | 14,22               |
| Джейн и команда КБР расследуют убийство сына главаря бандитов, имея небольшое количество доказательств. Тем временем Грейс продолжает мучиться из-за воспоминаний о смерти О'Лафлина, в результате чего она начинает видеть его призрак. В конце серии девушка Ригсби, Сара, сообщает ему, что беременна. |            |                                                                                    |                  |                     |                  |             |                     |
| 83 | 13         | «Red is the New Black» «Красный — это новый чёрный»                                | Том Верика       | Иоганн Махони       | 2 февраля 2012   | 3X6813      | 13,87               |
| Патрик Джейн и команда КБР сужают круг подозреваемых после того, как опозоренный дизайнер одежды становится жертвой моды накануне показа. Тем временем агент ФБР Дарси продолжает своё расследование, связанное с поиском Кровавого Джона. |            |                                                                                    |                  |                     |                  |             |                     |
| 84 | 14         | «At First Blush» «На первый взгляд»                                                | Роксанн Доусон   | Дэвид Эпплбом       | 9 февраля 2012   | 3X6814      | 14,68               |
| Пока присяжные совещаются о виновности или невиновности женщины, обвиняемой в убийстве своего тренера по танцам и одновременно любовника, Джейн пытается доказать, что она была несправедливо обвинена, прежде чем выйдет время. Между тем, Саммер заходит слишком далеко в том, чтобы помочь Чо доказать виновность подозреваемого. Это событие в итоге становится началом их романтических отношений. |            |                                                                                    |                  |                     |                  |             |                     |
| 85 | 15         | «War of the Roses» «Война роз»                                                     | Гири МакЛеод     | Кен Вудрафф         | 16 февраля 2012  | 3X6815      | 13,55               |
| Служащая благотворительной службы убита, и Патрик Джейн получает звонок от Эрики Флинн — убийцы, которую он помог разоблачить несколько месяцев назад, в котором она сообщает, что у неё есть ценная информация и она согласна её предоставить в обмен на несколько дней свободы. |            |                                                                                    |                  |                     |                  |             |                     |
| 86 | 16         | «His Thoughts Were Red Thoughts» «Его мысли были красными»                         | Чарльз Бисон     | Джордан Харпер      | 23 февраля 2012  | 3X6816      | 13,36               |
| Патрик Джейн вновь встречается со своим старым заклятым врагом, культовым лидером Бретом Стайлсом, когда активист антикультовой организации был убит. |            |                                                                                    |                  |                     |                  |             |                     |
| 87 | 17         | «Cheap Burgundy» «Дешёвое Бургундское»                                             | Бруно Хеллер     | Бруно Хеллер        | 8 марта 2012     | 3X6817      | 13,79               |
| Патрик Джейн подозревает, что у агента Сьюзен Дарси есть скрытые мотивы, когда она просит его помочь с расследованием убийства. Тем временем КБР занимается делом молодой женщины, которая, судя по всему, была убита участником интернет-сообщества любителей Шекспира. |            |                                                                                    |                  |                     |                  |             |                     |
| 88 | 18         | «Ruddy Cheeks» «Румяные щёчки»                                                     | Эрик Лановилль   | Эрика Грин Сваффорд | 8 марта 2012     | 3X6818      | 11,83               |
| Джейн и команда КБР пытаются сузить круг подозреваемых в деле об убийстве неизлечимо больного человека. Тем временем Чо вынужден столкнуться со своими «демонами». |            |                                                                                    |                  |                     |                  |             |                     |
| 89 | 19         | «Pink Champagne on Ice» «Розовое шампанское на льду»                               | Дэвид фон Анкен  | Иоганн Махони       | 29 марта 2012    | 3X6819      | 13,62               |
| В ходе расследования Патрик встречает старого знакомого, которому нужна помощь в ограблении казино. |            |                                                                                    |                  |                     |                  |             |                     |
| 90 | 20         | «Something Rotten in Redmund» «Что-то подгнило в Рэдманде»                         | Гай Ферланд      | Ребекка Каттер      | 5 апреля 2012    | 3X6820      | 12,59               |
| Команда КБР пытается выяснить, у кого были причины убить популярного учителя английского языка. |            |                                                                                    |                  |                     |                  |             |                     |
| 91 | 21         | «Ruby Slippers» «Рубиновые босоножки»                                              | Кевин Хукс       | Дэниэл Сероне       | 26 апреля 2012   | 3X6821      | 12,03               |
| Джейн и КБР пытаются найти убийцу человека, найденного перед клубом, где мужчины изображают танцовщиц кабаре. В ходе расследования они обнаруживают, что список подозреваемых расширился до всех, кто запугивал жертву. |            |                                                                                    |                  |                     |                  |             |                     |
| 92 | 22         | «So Long, and Thanks for All the Red Snapper» «Спасибо и прощай, о красный люциан» | Крис Лонг        | Эшли Гейбл          | 3 мая 2012       | 3X6822      | 12,94               |
| Расследование гибели сёрфингиста сталкивает Лисбон с бывшим женихом. Чо начинает задаваться вопросом, почему он встречается с Саммер. |            |                                                                                    |                  |                     |                  |             |                     |
| 93 | 23         | «Red Rover, Red Rover» «Красный странник, красный странник»                        | Джон Ф. Шоуолтер | Том Центгиоргий     | 10 мая 2012      | 3X6823      | 12,42               |
| На девятую годовщину смерти жены и дочери Джейн получает сообщение от Кровавого Джона. Он постоянно отвлекается от текущего расследования, рискуя делом и своей карьерой в КБР. |            |                                                                                    |                  |                     |                  |             |                     |
| 94 | 24         | «The Crimson Hat» «Багряная шляпа»                                                 | Крис Лонг        | Бруно Хеллер        | 17 мая 2012      | 3X6824      | 13,09               |
| Джейн пытается поймать Кровавого Джона путём обмана КБР. Всё идёт по плану, но Кровавый Джон впереди на один шаг. |            |                                                                                    |                  |                     |                  |             |                     |

### Сезон 5 (2012-13)
| № общий | № в сезоне | Название                                                      | Режиссёр             | Автор сценария                    | Дата премьеры    | Произв. код | Зрители в США (млн) |
| --- | ---------- | ------------------------------------------------------------- | -------------------- | --------------------------------- | ---------------- | ----------- | ------------------- |
| 95 | 1          | «The Crimson Ticket» «Багряный билет»                         | Рэндалл Зиск         | Бруно Хеллер                      | 30 сентября 2012 | 3X7951      | 11,06               |
| Растёт напряжённость между КБР и ФБР после скандальных событий во время операции, которая привела к захвату сообщницы Кровавого Джона. Они должны оставить свои разногласия в стороне, чтобы прикрыть скандал, а также совместно вести расследование убийства работника отеля. Джейн пытается выбить из Лорелии (Эммануэль Шрики) информацию о маньяке. Лорелия пытается намекнуть Патрику на его чувства к Терезе, так как сам он в них не верит. |            |                                                               |                      |                                   |                  |             |                     |
| 96 | 2          | «Devil's Cherry» «Вишня дьявола»                              | Рэндалл Зиск         | Дэниэл Сероне                     | 7 октября 2012   | 3X7952      | 9,02                |
| Команда КБР расследует убийство огранщика алмазов. На месте преступления Джейн по ошибке выпивает чай с беладонной, из-за чего начинает общаться с призраком своей дочери Шарлотты в подростковом возрасте. |            |                                                               |                      |                                   |                  |             |                     |
| 97 | 3          | «Not One Red Cent» «Ни одной кровавой монеты»                 | Крис Лонг            | Кен Вудрафф                       | 14 октября 2012  | 3X7953      | 10,74               |
| Банковский служащий убит во время ограбления. Джейн и команда КБР должны кое в чём разобраться, чтобы разыскать убийцу. Между тем, Лисбон всё активней втягивается в соперничество между КБР и ФБР. |            |                                                               |                      |                                   |                  |             |                     |
| 98 | 4          | «Blood Feud» «Кровная месть»                                  | Антон Кроппер        | Джордан Харпер                    | 21 октября 2012  | 3X7954      | 8,10                |
| Когда отец Ригсби найден раненым на месте преступления, где также убит не замеченный ранее в противоправной деятельности человек, команда должна узнать, не является ли это продолжением давней войны между двумя бандами в маленьком городке. |            |                                                               |                      |                                   |                  |             |                     |
| 99 | 5          | «Red Dawn» «Красный рассвет»                                  | Крис Лонг            | Том Центгиоргий                   | 28 октября 2012  | 3X7956      | 10,17               |
| Эпизод начинается несколько лет назад. Патрик Джейн приходит в здание КБР, расспрашивая о расследовании дела Кровавого Джона. Он разговариет с агентом Терезой Лисбон, которая даёт ему отпор, и просит его назначить официальную встречу. Он использует свои методы манипуляции, чтобы заставить одного из подчинённых Лисбон, старшего агента, ударить его в нос. Перед страхом судебного процесса это заставляет агента Минелли дать Джейну доступ ко всем папкам с делами, которые связаны с Кровавым Джоном. На протяжении эпизода Патрик Джейн ездит вместе с агентом Лисбон, которая расследует убийство сына судьи апелляционного суда. |            |                                                               |                      |                                   |                  |             |                     |
| 100 | 6          | «Cherry Picked» «Отборная вишня»                              | Джон Шоуолтер        | Дэвид Эпплбом                     | 4 ноября 2012    | 3X7955      | 9,11                |
| Команда расследует похищение пары, которая может быть жертвой ошибочной идентификации (не та пара похищена). Патрик Джейн планирует и выполняет сложную схему, чтобы поймать подозреваемого, с положительными результатами. Параллельно расследованию он продолжает поиски Лорелии Мартинс. |            |                                                               |                      |                                   |                  |             |                     |
| 101 | 7          | «If It Bleeds, It Leads» «Самое кровавое — на первых полосах» | Джон Шоуолтер        | Оуэн Махони                       | 11 ноября 2012   | 3X7957      | 10,15               |
| Команда расследует убийство женщины репортёра, которая специализировалась на «человеческих историях». Расследование приводит КБР к могущественному магнату, который уничтожил целую амазонскую деревню ради финансовой выгоды своего геотермального проекта. В это же время Джейн преследует свои мотивы, чтобы найти Лорелию. |            |                                                               |                      |                                   |                  |             |                     |
| 102 | 8          | «Red Sails in the Sunset» «Алые паруса на закате»             | Саймон Бейкер        | Дэниэл Сероне                     | 18 ноября 2012   | 3X7958      | 8,07                |
| С помощью Бретта Стайлза Патрик разрабатывает план, благодаря которому он надеется вытащить Лорелию Мартинс из федеральной тюрьмы в надежде, что она приведёт его к Кровавому Джону. План Джейна срабатывает, и в конце серии на вопрос Лисбон, помог ли ему этот побег приблизиться к Джону, Патрик рассказывает ей то, что узнал от Лорелии: на самом деле Джейн уже знаком с Кровавым Джоном лично. |            |                                                               |                      |                                   |                  |             |                     |
| 103 | 9          | «Black Cherry» «Чёрная вишня»                                 | Элоди Кин            | Эрика Грин Сваффорд               | 25 ноября 2012   | 3X7959      | 10,15               |
| Команда КБР расследует убийство агента по недвижимости с бывшими связями с бандами, в то время как Джейн ищет новые способы для связи с Кровавым Джоном. |            |                                                               |                      |                                   |                  |             |                     |
| 104 | 10         | «Panama Red» «Красная Панама»                                 | Гай Ферленд          | Майкл Уайсс                       | 9 декабря 2012   | 3X7960      | 7,94                |
| Смерть молодого ботаника ведёт команду в прибыльный мир медицинской марихуаны. В то время Чо вновь контактирует с Саммер. |            |                                                               |                      |                                   |                  |             |                     |
| 105 | 11         | «Days of Wine & Roses» «Дни вина и роз»                       | Эрик Ланёвилль       | Ребекка Каттер                    | 6 января 2013    | 3X7961      | 10,85               |
| Команда КБР посещает высококлассный реабилитационный центр Калифорнии для того, чтобы расследовать смерть молодой модели, которая была пациентом, в то время как агент Тереза Лисбон продолжает своё расследование по делу Томми Уолкера. |            |                                                               |                      |                                   |                  |             |                     |
| 106 | 12         | «Little Red Corvette» «Маленький красный Корвет»              | Рэндалл Зиск         | Кен Вудрафф                       | 13 января 2013   | 3X7962      | 10,60               |
| КБР расследует смерть геолога, которая по убеждению Лисбон, является ключом для поимки Томми Уолкера. |            |                                                               |                      |                                   |                  |             |                     |
| 107 | 13         | «The Red Barn» «Красный амбар»                                | Эллисон Андерс       | Том Центгиоргий                   | 27 января 2013   | 3X7963      | 10,50               |
| КБР расследует смерть трёх представителей церкви «Прозрение», которая произошла в 1988 году. Обычное дело, если не считать одно «но», - на стене ангара, где обнаружены тела, виднеется поистершийся знак Кровавого Джона. |            |                                                               |                      |                                   |                  |             |                     |
| 108 | 14         | «Red in Tooth and Claw» «Естественный отбор»                  | Рэндалл Зиск         | Джордан Харпер                    | 17 февраля 2013  | 3X7964      | 9,42                |
| Новое дело приводит команду КБР в стены музея естественных наук. Жертва - подающая большие надежды аспирантка научной программы. Убийцей может оказаться любой из её окружения: руководительница-перфекционистка, бывший парень полицейский, коллеги-завистники. Параллельно Лисбон пытается помочь Ван Пелт получить грант на обучение в программе в Лос-Анджелесе, а Джейн проводит для Бертрама мастер-класс по блефу. Чо даёт Ригсби понять, что истинное отношение Уэйна к Ван Пелт для него вполне очевидно… |            |                                                               |                      |                                   |                  |             |                     |
| 109 | 15         | «Red Lacquer Nail Polish» «Красный лак для ногтей»            | Джиари МакЛеод       | Оуэн Махони                       | 3 марта 2013     | 3X7965      | 9,24                |
| КБР расследует убийство пожилой наследницы, чьи останки были найдены в тёмном и жутком особняке, однако, всё оказывается не так просто, как кажется. |            |                                                               |                      |                                   |                  |             |                     |
| 110 | 16         | «There Will Be Blood» «Да будет кровь»                        | Антон Кроппер        | Кен Вудрафф и Дэвид Аппелбаум     | 10 марта 2013    | 3X7966      | 9,52                |
| Лорелия начинает расследование смерти своей сестры. Джейн просит взять его в напарники, а Лисбон умоляет его ничего от неё не скрывать. |            |                                                               |                      |                                   |                  |             |                     |
| 111 | 17         | «Red, White and Blue» «Красный, белый и синий»                | Роберт Данкан МакНил | Тони Астрино                      | 17 марта 2013    | 3X7967      | 9,98                |
| Женщина-медик из поста армии была найдена мертвой с перерезанным горлом, и единственным свидетелем преступления оказывается пациент с ПТСР, который страдает от потери кратковременной памяти. |            |                                                               |                      |                                   |                  |             |                     |
| 112 | 18         | «Behind the Red Curtain» «За красными занавесками»            | Крис Лонг            | Эрика Грин Сваффорд и Оуэн Махони | 24 марта 2013    | 3X7968      | 8,00                |
| Команда расследует убийство актрисы, которая погибла в ночь перед открытием шоу. |            |                                                               |                      |                                   |                  |             |                     |
| 113 | 19         | «Red Letter Day» «Красный день календаря»                     | Гай Ферланд          | Майкл Уайсс                       | 14 апреля 2013   | 3X7969      | 7,84                |
| В то время как КБР расследует убийство в парке на тему Дикого Запада, любознательный Кирклэнд пытается выведать у Джейна информацию о Кровавом Джоне. |            |                                                               |                      |                                   |                  |             |                     |
| 114 | 20         | «Red Velvet Cupcakes» «Красные бархатные кексы»               | Дэвид М. Барретт     | Ребекка Перри Каттер              | 21 апреля 2013   | 3X7971      | 9,10                |
| Лисбон и её команда расследуют убийство домохозяйки. В течение следствия они выходят на человека, который работает на радио и имеет очень странную слабость. Между Грейс и Уэйном снова возникают романтические отношения. |            |                                                               |                      |                                   |                  |             |                     |
| 115 | 21         | «Red and Itchy» «Красный и зудящий»                           | Дэвид Пеймер         | Дэниэл Сероне                     | 28 апреля 2013   | 3X7970      | 8,69                |
| Неизвестные шантажируют ЛаРоша тем, что знают тайну его коробки из-под ланча, которая находилась в сейфе, и если ЛаРош не выполнит их требования, то у него будут большие проблемы. У него есть всего лишь несколько часов, чтобы сделать всё, чтобы тайна не выплыла наружу, поэтому он обращается к Джейну. Тем временем Лисбон нашла информацию, которая подсказывает, что бы могло быть в этой коробке. |            |                                                               |                      |                                   |                  |             |                     |
| 116 | 22         | «Red John’s Rules» «Правила Кровавого Джона»                  | Крис Лонг            | Бруно Хеллер                      | 5 мая 2013       | 3X7972      | 9,17                |
| Команда расследует убийство женщины, которое совершил Кровавый Джон. При убийстве был похищен ребёнок жертвы. Джейн рассказывает Лисбон о своём списке подозреваемых. В это же время Патрик получает от убийцы женщины диск, который записал для него Кровавый Джон. |            |                                                               |                      |                                   |                  |             |                     |

### Сезон 6 (2013-14)
| № общий | № в сезоне | Название                                                     | Режиссёр             | Автор сценария                      | Дата премьеры    | Произв. код | Зрители в США (млн) |
| --- | ---------- | ------------------------------------------------------------ | -------------------- | ----------------------------------- | ---------------- | ----------- | ------------------- |
| 117 | 1          | «The Desert Rose» «Роза пустыни»                             | Крис Лонг            | Бруно Хеллер                        | 29 сентября 2013 | 4X5601      | 9,70                |
| Джейн и Лисбон тайно продолжают свою опасную миссию, чтобы сузить список из семи подозреваемых по делу Кровавого Джона, параллельно расследуя убийство человека, который два года считается пропавшим без вести. |            |                                                              |                      |                                     |                  |             |                     |
| 118 | 2          | «Black-Winged Redbird» «Красный кардинал с чёрными крыльями» | Роберт Данкан МакНил | Том Центгиоргий                     | 6 октября 2013   | 4X5602      | 8,66                |
| Джейн обнаруживает важный ключ к методам Кровавого Джона, команда встречает четырёх из подозреваемых, а КБР расследует случай убийства инженера-программиста. |            |                                                              |                      |                                     |                  |             |                     |
| 119 | 3          | «Wedding in Red» «Свадьба в красном»                         | Рэндалл Зиск         | Дэниэл Сероне                       | 13 октября 2013  | 4X5603      | 9,38                |
| Команда КБР отправляется в Напу расследовать убийство одного из гостей, приехавшего в город на свадьбу. И хотя свадебная церемония была отложена из-за убийства, разговоры с невестой вдохновили Ван Пелт и Ригсби на отважный шаг. |            |                                                              |                      |                                     |                  |             |                     |
| 120 | 4          | «Red Listed» «Список из красного»                            | Эрик Лановилль       | Ребекка Каттер                      | 20 октября 2013  | 4X5604      | 7,75                |
| Джейн обнаружил, что список фальшивых подозреваемых в деле Кровавого Джона был украден, и команда понимает, что эти люди находятся в опасности. |            |                                                              |                      |                                     |                  |             |                     |
| 121 | 5          | «Red Tattoo» «Красная татуировка»                            | Тауния Маккирнан     | Оуэн Махони                         | 27 октября 2013  | 4X5605      | 8,82                |
| Когда видный член Визуализации таинственно убит, Джейн начинает расследовать это дело в надежде, что оно приведёт его к Кровавому Джону. |            |                                                              |                      |                                     |                  |             |                     |
| 122 | 6          | «Fire and Brimstone» «Огонь и Сера»                          | Джон Шоуолтер        | Кен Вудрафф                         | 10 ноября 2013   | 4X5606      | 8,46                |
| Получив все ключевые доказательства, Джейн собирает оставшихся подозреваемых в деле Кровавого Джона в одном месте в надежде выявить личность серийного убийцы. |            |                                                              |                      |                                     |                  |             |                     |
| 123 | 7          | «The Great Red Dragon» «Великий красный дракон»              | Элоди Кин            | Джордан Харпер                      | 17 ноября 2013   | 4X5607      | 9,72                |
| После шокирующих событий в доме Джейна, список подозреваемых в деле Кровавого Джона сужается. Патрику осталось сделать всего несколько шагов для разгадки тайны, не дающей ему покоя уже много лет. |            |                                                              |                      |                                     |                  |             |                     |
| 124 | 8          | «Red John» «Кровавый Джон»                                   | Крис Лонг            | Бруно Хеллер                        | 24 ноября 2013   | 4X5608      | 10,94               |
| После десяти лет упорных поисков Джейн встречается лицом к лицу с Кровавым Джоном, маньяком, который убил его жену и дочь. |            |                                                              |                      |                                     |                  |             |                     |
| 125 | 9          | «My Blue Heaven» «Мои голубые небеса»                        | Саймон Бейкер        | Том Центгиоргий                     | 1 декабря 2013   | 4X5609      | 9,58                |
| Прошло два года после того как Кровавого Джона убили и Патрик Джейн получает предложение о работе. |            |                                                              |                      |                                     |                  |             |                     |
| 126 | 10         | «Green Thumb» «Зелёный палец»                                | Роберт Данкан МакНил | Дэниэл Сероне                       | 8 декабря 2013   | 4X5610      | 9,97                |
| ФБР вынуждено прибегнуть к помощи Джейна, чтобы найти пропавшего программиста, но Джейн согласится только при условии, если он будет работать с Лисбон. |            |                                                              |                      |                                     |                  |             |                     |
| 127 | 11         | «White Lines» «Белые линии»                                  | Гай Ферланд          | Кен Вудрафф                         | 5 января 2014    | 4X5611      | 10,22               |
| Погибли несколько агентов Управления по борьбе с наркотиками. Дело настолько серьёзное, что подпадает под юрисдикцию ФБР. Однако самостоятельно справиться с поиском преступников агенты не в состоянии, необходима помощь Патрика Джейна. Талантливый менталист отправляется на свидание с красавицей, которая имеет отношение к расследованию.       |            |                                                              |                      |                                     |                  |             |                     |
| 128 | 12         | «Golden Hammer» «Золотой молоток»                            | Джим Хэйман          | Майкл Уайсс                         | 12 января 2014   | 4X5612      | 9,58                |
| Убит Чарльз Уитакер, картограф компании, работающей на Пентагон. Между тем Лисбон обедает с Освальдо Ардилесом, бывшим помощником прокурора, в бытность работы Лисбон в КБР, который думает, что его телефон прослушивается. Она отсылает его к Ван Пелт и Ригсби, которые занимаются цифровой безопасностью.                                          |            |                                                              |                      |                                     |                  |             |                     |
| 129 | 13         | «Black Helicopters» «Чёрные вертолёты»                       | Рэндалл Зиск         | Эрика Грин Сваффорд                 | 9 марта 2014     | 4X5613      | 9,95                |
| Джейн присоединяется к сообществу сепаратистов, чтобы узнать, каким образом прокурор США была найдена мертвой в Мексике, в то время как нет никаких данных о том, что она пересекала границу. Ригсби и Ван Пелт пытаются убедить Лароша, чтобы он помог им узнать, кто преследует бывших членов КБР. Убийство или правительственный заговор?           |            |                                                              |                      |                                     |                  |             |                     |
| 130 | 14         | «Grey Water» «Серая вода»                                    | Джиари МакЛеод       | Дэвид Аппелбаум                     | 16 марта 2014    | 4X5614      | 8,65                |
| Джейн и Фишер расследуют убийство на нефтяном ректификационном участке, в то время как Ригсби и Ван Пелт поехали в Остин, чтобы помочь расследовать убийство бывших членов команды КБР. |            |                                                              |                      |                                     |                  |             |                     |
| 131 | 15         | «White as the Driven Snow» «Белый, как первый снег»          | Крис Лонг            | Оуэн Махони                         | 23 марта 2014    | 4X5615      | 8,02                |
| Грейс похищена убийцей, который охотится на бывших членов КБР. У главного подозреваемого есть железное алиби, но Джейн использует все свои навыки, чтобы найти Ван Пелт, пока ещё не поздно. |            |                                                              |                      |                                     |                  |             |                     |
| 132 | 16         | «Violets» «Фиалки»                                           | Дж. Миллер Тобин     | Джордан Харпер                      | 30 марта 2014    | 4X5616      | 8,72                |
| Джейн заручается поддержкой своих коллег для опасной спецоперации по поимке смертельной команды воров произведений искусства. Между Лисбон и агентом ФБР из группы, которая занимается делами искусства, завязываются отношения. |            |                                                              |                      |                                     |                  |             |                     |
| 133 | 17         | «Silver Wings of Time» «Серебряные крылья времени»           | Джим Хайман          | Том Центгиоргий и Ребекка Каттер    | 13 апреля 2014   | 4X5617      | 9,02                |
| Джейн и ФБР занимаются делом заключённого в камере смертников, у которого осталось два дня перед казнью, чтобы доказать свою невиновность. Сможет ли Джейн решить дело в рекордно короткие сроки? От него зависит жизнь человека. |            |                                                              |                      |                                     |                  |             |                     |
| 134 | 18         | «Forest Green» «Зелёный лес»                                 | Эрик Лановилль       | Джеффри Хэтчер                      | 20 апреля 2014   | 4X5618      | 8,65                |
| Женщина найдена убитой недалеко от закрытого мужского общественного клуба. Джейн должен найти способ проникнуть в закрытое сообщество, чтобы найти убийцу. |            |                                                              |                      |                                     |                  |             |                     |
| 135 | 19         | «Brown Eyed Girls» «Кареглазые девушки»                      | Сильвиан Уайт        | Оуэн Махони и Майкл Уайсс           | 27 апреля 2014   | 4X5619      | 8,68                |
| Случайная встреча с подозрительным человеком приводит Джейна и Лисбон к возможности раскрыть огромное количество контрабандистов. Лисбон обдумывает предложение Пайка о переезде в Вашингтон. |            |                                                              |                      |                                     |                  |             |                     |
| 136 | 20         | «Il Tavolo Bianco» «Белый стол»                              | Том Снайдер          | Дэниел Сероне и Эрика Грин Сваффорд | 4 мая 2014       | 4X5620      | 8,51                |
| Свобода Джейна поставлена на карту, когда большое жюри, включённое в список присяжных, будет решать, должен ли он быть судим за убийство Кровавого Джона. Лисбон пытается выяснить чувства Джейна о возможности её ухода из команды ФБР Остина с агентом Пайком. Чо и Эббот возглавляют поиск группы торговцев людьми, которую они недавно обнаружили. |            |                                                              |                      |                                     |                  |             |                     |
| 137 | 21         | «Black Hearts» «Чёрные сердца»                               | Рэндалл Зиск         | Дэвид Аппелбаум и Кен Вудрафф       | 11 мая 2014      | 4X5621      | 8,64                |
| Время на исходе. Чтобы спасти жертв от торговцев людьми, прежде чем их вывезут за рубеж, Джейн и Лисбон сосредотачиваются на поимке идейного вдохновителя преступников. Лисбон принимает решение насчёт переезда в Вашингтон с агентом Пайком. Пайк делает предложение Лисбон.                                                                         |            |                                                              |                      |                                     |                  |             |                     |
| 138 | 22         | «Blue Bird» «Синяя птица»                                    | Крис Лонг            | Бруно Хеллер                        | 18 мая 2014      | 4X5622      | 9,69                |
| Новый подозреваемый в нераскрытом деле заставляет Лисбон отложить свои планы уехать в Вашингтон с агентом Пайком, давая Джейну время, чтобы определиться с чувствами к ней и решить, что делать. |            |                                                              |                      |                                     |                  |             |                     |

### Сезон 7 (2014-15)
| № общий | № в сезоне | Название                                            | Режиссёр           | Автор сценария                                 | Дата премьеры   | Произв. код | Зрители в США (млн) |
| --- | ---------- | --------------------------------------------------- | ------------------ | ---------------------------------------------- | --------------- | ----------- | ------------------- |
| 139 | 1          | «Nothing But Blue Skies» «Безоблачное небо»         | Крис Лонг          | Том Центгиоргий                                | 30 ноября 2014  | 5X5801      | 10,89               |
| Джейн и Лисбон решают сохранить свои отношения в тайне от коллег, между тем ФБР расследует убийство агента под прикрытием. К команде присоединяется новый агент - молодая и амбициозная Мишель Вега. |            |                                                     |                    |                                                |                 |             |                     |
| 140 | 2          | «The Graybar Hotel» «Отель Грейбар»                 | Билл Иглс          | Джордан Харпер                                 | 7 декабря 2014  | 5X5802      | 8,70                |
| Под видом заключённой Лисбон отправляется в тюрьму, чтобы выйти на след и арестовать бойфренда одной из осуждённых, являющегося лидером преступной группировки по угону дорогих автомобилей. |            |                                                     |                    |                                                |                 |             |                     |
| 141 | 3          | «Orange Blossom Ice Cream» «Апельсиновое мороженое» | Крис Лонг          | Том Центгиоргий                                | 14 декабря 2014 | 5X5803      | 8,41                |
| Патрик Джейн и Тереза Лисбон по просьбе ЦРУ отправляются в Ливан, чтобы арестовать международного поставщика оружия, где встречают Эрику Флинн, их давнюю знакомую. Эрика соглашается помочь Джейну и ЦРУ в обмен на помилование по обвинению в убийстве мужа и шанс вернуться в США, но, как всегда, у Эрики имеются свои собственные мотивы, целью одного из которых является возможность разлучить новоиспечённую парочку. |            |                                                     |                    |                                                |                 |             |                     |
| 142 | 4          | «Black Market» «Чёрный рынок»                       | Майкл Нэнкин       | Том Донаги                                     | 21 декабря 2014 | 5X5804      | 8,68                |
| Команда расследует убийство, связанное с операцией по поддельным алмазам, но из-за болезни Джейну приходится направлять своих коллег из офиса. Между тем, Эбботт обеспокоен тем, что его прошлые преступления могут помешать его жене получить престижную работу в Вашингтоне. |            |                                                     |                    |                                                |                 |             |                     |
| 143 | 5          | «Silver Briefcase» «Серебряный кейс»                | Саймон Бейкер      | Джордан Харпер                                 | 28 декабря 2014 | 5X5805      | 8,48                |
| Случайная встреча с полковником приводит Джейна к мысли, что тот что-то скрывает, и он начинает расследовать закрытое дело об убийстве его жены. |            |                                                     |                    |                                                |                 |             |                     |
| 144 | 6          | «Green Light» «Зелёный свет»                        | Гири МакЛеод       | Алекс Бергер                                   | 7 января 2015   | 5X5806      | 9,05                |
| Команду привлекают к консультированию после неудачного рейда Отдела по борьбе с наркотиками, но когда бывший босс Эббота пытается шантажировать его сокрытием неудач Отдела, Эббот вынужден выбирать между карьерой и своими моральными принципами. |            |                                                     |                    |                                                |                 |             |                     |
| 145 | 7          | «Little Yellow House» «Маленький жёлтый домик»      | Эд Орнелас         | Мариса Вегрзин                                 | 14 января 2015  | 5X5807      | 9,36                |
| Расследование убийства принимает для Лисбон личный характер, когда она узнаёт, что её непутёвого младшего брата Джимми разыскивают как ключевого свидетеля. |            |                                                     |                    |                                                |                 |             |                     |
| 146 | 8          | «The Whites of His Eyes» «Белки его глаз»           | Род Холкомб        | Эрин Донован                                   | 21 января 2015  | 5X5808      | 9,60                |
| Джейн беспокоится за безопасность Лисбон, когда команда подвергает себя опасности, чтобы защитить свидетеля по делу об убийстве от опытного киллера. |            |                                                     |                    |                                                |                 |             |                     |
| 147 | 9          | «Copper Bullet» «Медная пуля»                       | Том Снайдер        | Том Донаги                                     | 28 января 2015  | 5X5809      | 9,17                |
| Когда бывший босс Эббота, агент Питерсон, угрожает его карьере - и, возможно, свободе - Джейн разрабатывает рискованный план по спасению будущего своего друга. |            |                                                     |                    |                                                |                 |             |                     |
| 148 | 10         | «Nothing Gold Can Stay» «Ничто не вечно»            | Пол А. Кауфман     | Алекс Бергер                                   | 4 февраля 2015  | 5X5810      | 8,97                |
| Джейн идёт на крайние меры, когда команда пытается задержать банду угонщиков бронированных автомобилей, но их отчаянное желание остаться свободными может стоит жизни многим невинным людям. |            |                                                     |                    |                                                |                 |             |                     |
| 149 | 11         | «Byzantium» «Тёмный пурпур»                         | Нина Лопес-Коррадо | Джордан Харпер и Мариса Вегрзин                | 11 февраля 2015 | 5X5811      | 9,10                |
| Молодой человек, заявивший, что обладает сверхспособностями, предлагает свою помощь ФБР в расследовании двух убийств. Но когда он приводит их к новым жертвам, Джейн и команда начинают подозревать, что он на самом деле и есть тот убийца, которого они преследуют. |            |                                                     |                    |                                                |                 |             |                     |
| 150 | 12         | «Brown Shag Carpet» «Коричневый пушистый ковёр»     | Гири МакЛеод       | Том Центгиоргий                                | 18 февраля 2015 | 5X5812      | 10,10               |
| Джейн соглашается в очередной раз притвориться известным экстрасенсом и быть использованным в качестве наживки при попытке выманить серийного убийцу и дать ФБР шанс задержать его. |            |                                                     |                    |                                                |                 |             |                     |
| 151 | 13         | «White Orchids» «Белые орхидеи»                     | Крис Лонг          | Бруно Хеллер, Том Центгиоргий и Джордан Харпер | 18 февраля 2015 | 5X5813      | 10,10               |
| Лисбон принимает неожиданное предложение руки и сердца от Джейна, но стремление убийцы отомстить может помешать их счастью, к которому они так долго шли. |            |                                                     |                    |                                                |                 |             |                     |